# Агнесса Меранская (герцогиня Австрии)
Агнесса Меранская (Агнесса Андексская; нем. Agnes von Andechs, около 1215 — 7 января 1263) — представительница знатного немецкого Андексского рода. В первом браке герцогиня Австрии, во втором браке герцогиня Каринтии.

## Биография

### Семья
Агнесса — дочь герцога Меранского Оттона I и пфальцграфини Бургундии Беатрис II из императорского дома Гогенштауфенов. Её тётками по отцу были королева Франции Агнесса Меранская, королева Венгрии Гертруда Меранская и княгиня польская Гедвига Диссен-Меранская, позже канонизированная. Со стороны матери её прадедом был император Фридрих Барбаросса.
Её брат Отто II (ум. 1248) наследовал родителям как герцог Меранский и пфальцграф Бургундский, а её сестра Беатриса (ум. 1271) вышла замуж за графа Веймар-Орламюнде Германа II из рода Асканиев. Её младшая сестра Аделаида (Алиса) (ум. 1279) вышла замуж за графа Гуго III де Шалона и наследовала их брату Оттону как пфальцграфиня Бургундская.

### Первый брак
В 1229 году она вышла замуж за Фридриха Бабенбергского, сына и наследника герцога Австрии Леопольда VI. Её муж, известный как «Воитель», только что из-за бездетности развёлся со своей первой женой Софией Ласкариной, предположительно дочерью византийского императора Феодора I Ласкариса. В 1230 году он стал герцогом после смерти своего отца. Благодаря богатому приданому Агнессы, включая большие Андексские владения в Крайне и Виндице, с 1232 года он также начал именовать себя «правителем Крайны».
Тем не менее, 1940/43 году Фридрих II развёлся с Агнессой по причине бездетности. В 1246 году австрийский правитель погиб в битве на реке Лейте против венгерского короля Белы IV, что стало кульминацией десятилетнего противостояния Австрии и Венгрии. С его смертью династия Бабенбергов пресеклась по мужской линии. Наследство досталось его сестре Маргарите и племяннице Гертруде.

### Второй брак
С 1250 года Агнесса упоминается в документах как супруга Ульриха Спанхеймского, сына герцога Каринтии Бернарда. Ульрих стал преемником покойного мужа Агнессы как герцог Крайны и унаследовал Каринтию после смерти своего отца в 1256 году. У супругов было двое детей, которые умерли в детстве. Агнесса умерла в 1263 году и была похоронена в аббатстве Стична в Виндице (ныне в Словении). После смерти её второго мужа в 1269 году земли из её приданого отошли королю Чехии Пржемыслу Оттокару II.